# Michael Glennon
Michael Charles Glennon (Melbourne, 13 de mayo de 1944 - Ararat, 1 de enero de 2014) fue un pederasta convicto australiano y ex sacerdote católico, fue el tema de uno de los más notorios casos de abusos sexuales del clero en Australia. Glennon manejó un campamento juvenil en Lancefield, Victoria, donde la mayoría de los abusos tuvieron lugar ahí. Fue declarado culpable de abusar sexualmente de 15 niños en los casos judiciales que abarcan unos 25 años y estaba cumpliendo una pena de prisión de 33 ½ años con un período sin libertad condicional de 26 ½ años.

## Vida
Glennon nació en Preston, un suburbio obrero de Melbourne. Tenía nueve hermanos y hermanas. En 1971 fue ordenado sacerdote y fue vicario parroquial en St. Monica en Moonee Ponds, donde él y su Perro labrador eran populares entre los "cientos" de niños. Pronto lanzó su campamento juvenil, Karaglen, en 16 hectáreas de matorrales fuera de Lancefield. Con los años se pasaría de tiendas de campaña a unas pocas chozas y una sala con un dormitorio privado para Glennon. Anunciado como la Fundación Pacífica Mano Juventud, se centró en torno a la mezcla de karate y alta liturgia de la iglesia católica; Glennon afirmó tener un cinturón negro.

## Escándalo de abuso sexual
Glennon fue transferido en 1977 a San Gabriel en Reservoir, pero se fue después de un año. En 1979, la iglesia lo retiró de su derecho a ser un sacerdote activo, pero no tenía control sobre sus actividades en el campamento. En 1984, fue apartado del sacerdocio oficialmente por la iglesia. La iglesia afirma que la ley de difamación les impidió actuar para exponerlo. Después, Glennon continuó predicando, ministrando a una congregación de su casa en Thornbury. A familias incluidas blancos pobres y  aborígenes.
El carisma de Glennon y su devoción religiosa era aplaudido por muchos padres de familia, que permitieron que sus hijos vayan con Glennon en viajes durante la noche o incluso dormir en su cama, muchos años después de sus primeros cargos. Los niños invitados a estas asignaciones no levantaban ninguna sospecha y muchos mantuvieron un largo silencio. Una víctima declaró en 1986 que Glennon dijo que había "perdido la cuenta" de los niños que había abusado.

## Juicios
En 1978 fue declarado culpable de agredir indecentemente a una niña de 10 años de edad. Fue condenado a dos años de prisión, y cumplió siete meses antes de ser puesto en libertad condicional; luego de esto regresó a sus actividades en el campamento, donde a menudo era el único adulto presente.
En 1984 fue absuelto de violar a dos niños, de 11 y 13 años.
En 1985 fue acusado de violar a cinco niños y una niña, de 12 a 16 años de edad, todos ellos visitantes de su campamento durante 1978-1980. El juicio se retrasó por varios años debido a la publicación de la condena previa de Glennon por Derryn Hinch. Fue procesado por el fiscal de la Corona Meryl Sexton, más tarde nombrado a un juez del Tribunal del Condado de Victoria. En 1991, Glennon fue declarado culpable de cinco cargos, incluyendo asalto indecente, intento de sodomía de un niño menor de 14 años, y sodomía con la violencia. Él apeló su condena ante el Tribunal Supremo, el cual encontró que a pesar de la publicidad, el juicio no era injusto. El fallo revocó la absolución por el Tribunal de Apelación Criminal, y Glennon fue enviado a prisión por siete años con un mínimo de cinco años.
En 1999, Glennon fue condenado por 24 más cargos. Estas convicciones sólo se hicieron públicas después de su condena final en octubre de 2003, donde se lo encontró culpable de otros 23 delitos contra los niños, incluido violación, asalto indecente, indecencia grave, penetrando sexualmente a un niño menor de 16 años y penetrando sexualmente a un niño bajo la edad de 10 años. Estos ataques tuvieron lugar entre 1986 y 1991, mientras que él estaba libre durante el litigio de su caso y el de Derryn Hinch. Fue condenado a un total efectivo de 22 años en cárcel con un mínimo de 15 años, fue descrito como "malvado y cruel" por el juez de sentencia, ante el aplauso de las víctimas y sus partidarios.

## Muerte
Glennon fue encontrado muerto en su celda en el Centro Correccional de Hopkins en Ararat, Victoria, el 1 de enero de 2014, a la edad de 69 años. Se cree que ha muerto por causas naturales.  Él habría sido elegible para una libertad condicional en 2018.